# Юргинис, Юозас Матович
Юозас Юргинис (лит. Juozas Jurginis; 23 января (5 февраля) 1909 (по другим сведениям 15 февраля 1909), д. Виконис Оникштской волости — 5 июля 1994, Вильнюс) — литовский историк, заслуженный деятель науки Литовской ССР (1965), профессор (1968), академик АН Литовской ССР(1968). Трижды лауреат Государственной премии Литовской ССР (1958, 1969, 1981).

## Биография
Родился в крестьянской семье. Учился в гимназиях в Укмярге, Паневежисе, Рокишкисе (1925—1929). Ещё во время учёбы начал участвовать в деятельности Литовской компартии. В 1929, 1934, 1936—1937 годах (с перерывами) учился на Техническом факультете Университета Витовта Великого в Каунасе (до 1930 года Литовский университет). За революционную деятельность в 1929—1934 годах подвергался заключению в тюрьмах Каунаса, Шяуляя и IX форте. За активное участие в коммунистическом студенческом обществе „Scientia“ был в административном порядке наказан тремя месяцами принудительной работой на торфянике под Каунасом.
В 1937 году был направлен Литовской компартией в Стокгольме. Как участник Коминтерна поддерживал связь со шведскими коммунистами.
Посещал США, где читал лекции о литовской культуре и собирал пожертвования в поддержку узников буржуазной Литвы. В США написал и издал литовский букварь под символичным названием «Доброе утро!».
В 1940 года директор Политического департамента Министерства иностранных дел.
После разгрома гитлеровской Германии, в составе экспедиции из 3 человек (Повилас Пакарклис, Бронислав Гертус, Юозас Юргинис) разыскивал литовские рукописи в Восточной Пруссии. Часть архива Тевтонского ордена была обнаружена в замке Лохштедт (рукописи XVI века, литовские книги XVI—XVIII веков, архив Людвикаса Резы, рукописи К. Донелайтиса).
В 1945—1948 годах был директором библиотеки Академии наук Литвы. С 1948 года работал в Институте истории АН Литвы (в 1948—1951, 1956—1972 годах заместитель директора).
В 1950—1972 годах преподавал в Вильнюсском университете.
Исследовал культуру, социально-экономические отношения в ВКЛ, историю Вильнюса, Вильнюсского университета. Один из авторов книг «История Литовской ССР» (т. 1—3, 1957—65; 1978; т. 1, 1985), «История города Вильнюса» («Vilniaus miesto istorija». Т. 1. — Вильнюс, 1968), «История Вильнюсского университета» (т. 1—2, 1976—77). Подготовил к изданию Судебник Казимира 1468 («Kazimiero teisynas 1468 m.» Вильнюс, 1967). Автор воспоминаний «Новеллы путешественника».

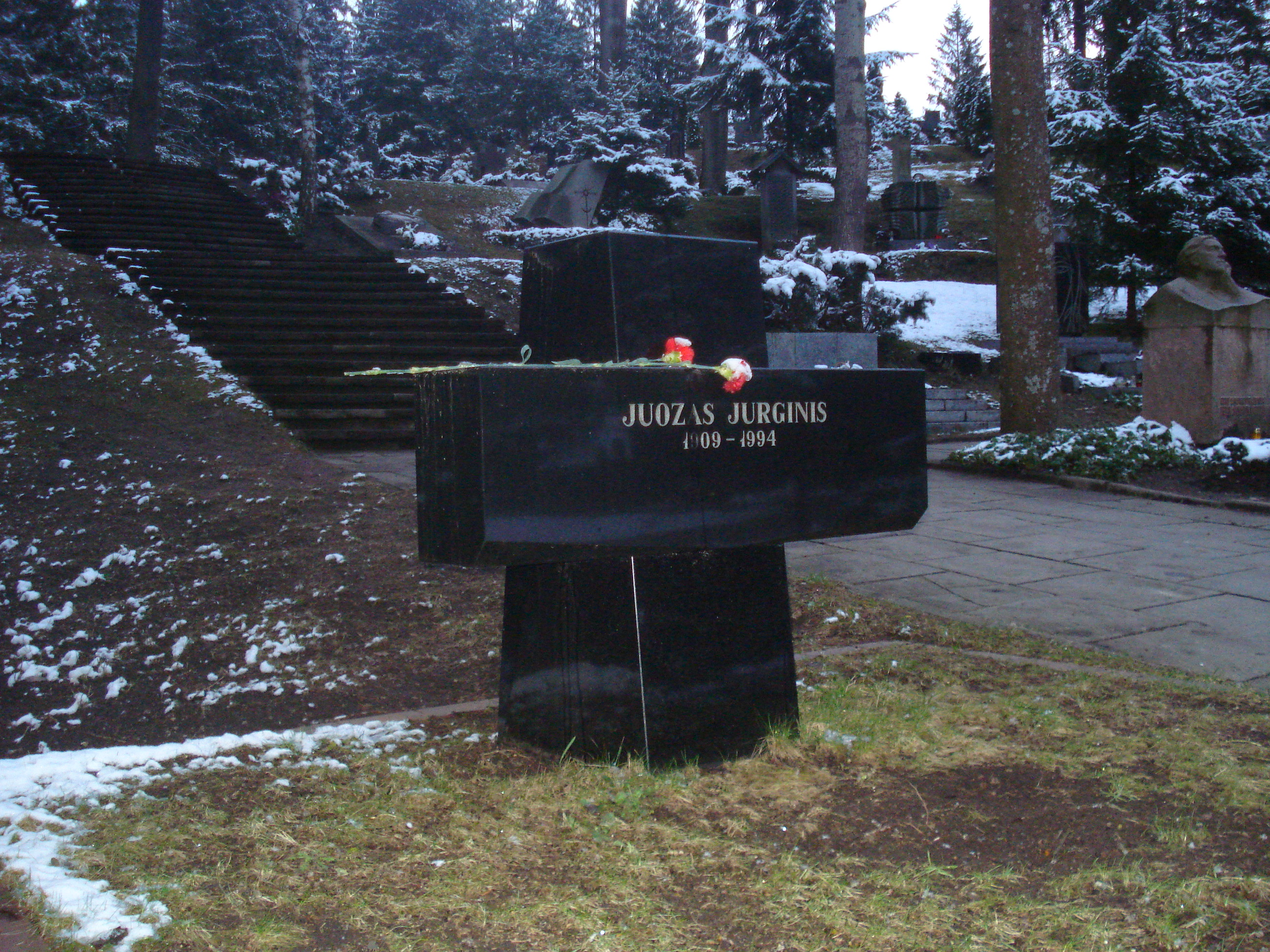
Могила Юозаса Юргиниса

Автор школьных учебников по истории Литвы:
- История Литовской ССР: Учебник для VII—IX кл. / Ю. М. Юргинис, В. Ю. Меркис. — Каунас : Швиеса, 1969. — 160 с.
- История Литовской ССР: Учебник для сред. школ. — 3-е изд. — Каунас : Гос. изд-во пед. лит., 1960. — 188 с.